# Dolichoderinae
Sous-famille
Taxons de rang inférieur
- Bothriomyrmecini
- Dolichoderini
- Leptomyrmecini
- Tapinomini

Les Dolichoderinae sont une sous-famille d'insectes hyménoptères de la famille des formicidés (fourmis) reconnaissables à leur pétiole simple peu visible.

## Liste des genres
Selon ITIS :
- Anillidris Santschi, 1936
- Anonychomyrma Donisthorpe, 1947
- Asymphylomyrmex Wheeler, 1915
- Axinidris Weber, 1941
- Azteca Forel, 1878
- Bothriomyrmex Emery, 1869
- Doleromyrma Forel, 1907
- Dolichoderus Lund, 1831
- Dorymyrmex Mayr, 1866
- Ecphorella Forel, 1909
- Elaeomyrmex Carpenter, 1930
- Eotapinoma Dlussky, 1988
- Forelius Emery, 1888
- Froggattella Forel, 1902
- Iridomyrmex Mayr, 1862
- Kotshkorkia Dlussky, 1981
- Leptomyrmex Mayr, 1862
- Leptomyrmula Emery, 1912
- Linepithema Mayr, 1866
- Liometopum Mayr, 1861
- Loweriella Shattuck, 1992
- Miomyrmex Carpenter, 1930
- Ochetellus Shattuck, 1992
- Papyrius Shattuck, 1992
- Petraeomyrmex Carpenter, 1930
- Philidris Shattuck, 1992
- Pityomyrmex Wheeler, 1915
- Protazteca Carpenter, 1930
- Tapinoma Förster, 1850
- Technomyrmex Mayr, 1872
- Turneria Forel, 1895
- † Yantaromyrmex, Dlussky & Dubovikoff, 2013
- Zherichinius Dlussky, 1988